# Torre Malatestiana
La Torre Malatestiana di Orciano di Pesaro, nel comune di Terre Roveresche, è una torre edificata nel tardomedioevo e rimaneggiata in epoca rinascimentale e tardorinascimentale.

## La storia

### L'edificazione
Si tratta di un monumento eretto, secondo le varie testimonianze pervenute dai documenti scritti da Pietro Maria Amiani, Agostino Scipioni e Salvatore Betti, sotto il periodo del potere dei Malatesta; pertanto la sua fondazione è da collocarsi nel basso medioevo. Queste fonti sono concordi nel riportare che i cittadini orcianesi, insieme ai popoli delle terre limitrofe governate dai sette capitani nominati da Galeotto Malatesta, insorsero in una ribellione contro lo stesso Galeotto e la sua folle politica di richiesta monetaria forzosa per il finanziamento bellico. La sommossa popolare sfociò nella cacciata dei capitani malatestiani e quelle stesse terre dovettero pagare delle dure conseguenze per l'insubordinazione dimostrata, subirono saccheggi e distruzioni da parte delle truppe malatestiane. Galeotto, per poter controllare i capi di rivolta e i moti surrettizi, nel 1348 fece costruire a Orciano un'alta torre che potesse fungere da vedetta sui territori limitrofi.
(Pietro Maria Amiani, Memorie istoriche della città di Fano, vol. I, Fano, Stamperia Giuseppe Leonardi, 1751, p. 274)
(Agostino Scipioni, Breve relazione topografica della terra di Orciano, Pesaro, Annesio Nobili, 1860, p. 12)
(Salvatore Betti, Memorie istoriche degli uomini illustri d'Orciano, a cura di Carisio Ciavarini, Ancona, A. Gustavo Morelli, 1898, pp. 8-9)
Pertanto, in virtù di queste fonti appartenenti ai secoli successivi al periodo malatestiano, si ritiene che l'origine della torre sia da attribuire all'opera di Galeotto Malatesta, sebbene non siano stati trovati documenti malatestiani che attestino ciò o scritti coevi, ovvero relativi all'epoca malatestiana. 

### La foggia rinascimentale
Se da una parte si hanno notizie chiare sull'origine, ma non certe in via assoluta, non si può dire parimenti sulla storia successiva della torre, le cui vicissitudini risultano non molto nitide, in quanto le versioni pervenuteci dagli scritti dello Scipioni, del Betti, di Antaldo Antaldi e di Domenico Bonamini si presentano talora in contrasto tra loro. Più recentemente Gianni Volpe, e successivamente anche Silvano Bracci, hanno provato a tracciare una linea comune tra le posizioni emerse.
Nell'anno 1492 l'architetto fiorentino Baccio Pontelli ebbe l'incarico di costruire la Chiesa di Santa Maria Novella per volere di Giovanni Della Rovere, e con ardito inglobò l'architettura ecclesiastica nella preesistente torre malatestiana, che ne fa ancora da fusto e ne rappresenta l'angolo posteriore sinistro della chiesa; in quest'opera di trasformazione, scrive lo Scipioni, la torre «venne a nuova foggia disposta». 
Luigi Serra descrive con precisione e accuratezza il carattere rinascimentale della torre, e per l'analogia delle forme e i rapporti con il campanile della basilica di Sant'Aurea di Ostia, tende a non escluderne la paternità al Pontelli.
(Luigi Serra, L'arte nelle Marche. Il periodo del rinascimento, Roma, Evaristo Armani, 1934, p. 64)

### Rimaneggiamenti successivi
Lo Scipioni riferisce anche che, secondo alcuni, la torre possa essere stata eretta dalla base su commissione del conte Pietro Bonarelli di Ancona quando ricevette Orciano in feudo; tuttavia egli stesso dubita di questa versione, dal momento che non è cronologicamente possibile che la torre abbia acquisito la «moderna forma» del Pontelli, da lui stesso citata, prima di essere edificata da fondo. 

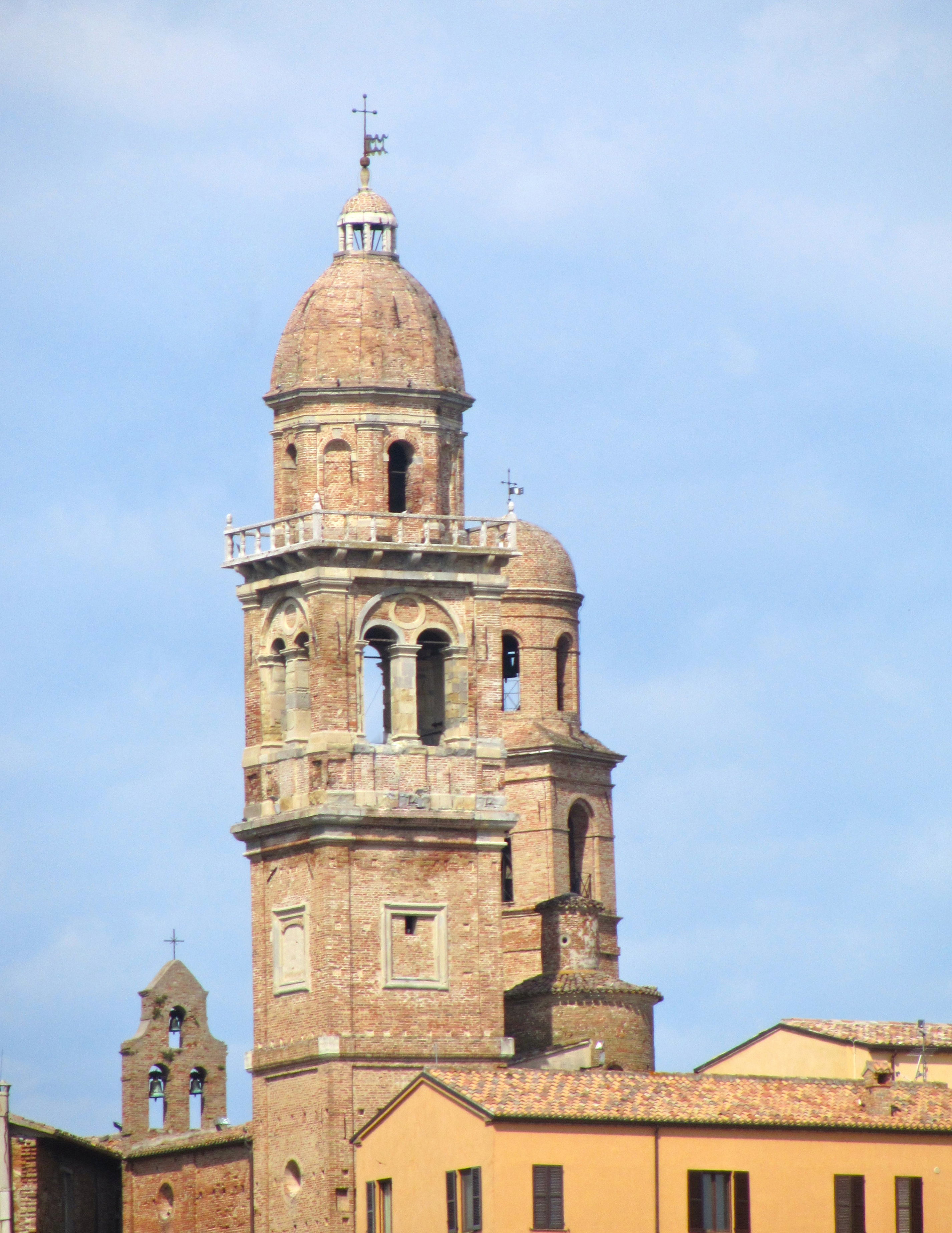
Le torri di Orciano di Pesaro: anteriormente la Torre Malatestiana, posteriormente la Torre civica campanaria.

Silvano Bracci, nella sua opera del 2017, asserisce che la committenza del conte Pietro Bonarelli citata dallo Scipioni, fu legata piuttosto a un intervento dell'architetto Filippo Terzi, già incaricato dal conte Bonarelli di progettare il centro storico di Barchi, di poco distante da Orciano.
Il Betti, il Bonamini e l'Antaldi citano infatti in maniera indipendente un intervento sulla torre successivo di qualche decennio rispetto a quello del Pontelli, eseguito da Filippo Terzi nel corso del XVI secolo, prima che questo si trasferisse a lavorare alle dipendenze del re di Portogallo. Il Betti parla di un'opera restaurativa mentre l'Antaldi e il Bonamini – quest'ultimo per informazioni ottenute da Cosimo Betti, nonno di Salvatore – sembrano non accennare a un restauro, quanto invece a una quasi nuova costruzione, che a Gianni Volpe «pare in verità improbabile». 
Secondo Gianni Volpe e Silvano Bracci, il successivo intervento restaurativo di Filippo Terzi sarebbe da intendere come la riformulazione della parte sommitale della torre, che Volpe definisce «chiaramente successiva» all'epoca del Pontelli.
(Domenico Bonamini, Biografie degli uomini illustri pesaresi, vol. II, XVIII secolo (1790 circa), presso la Biblioteca Oliveriana, Pesaro, ms. 1063, f. 125r, v)
(Salvatore Betti, Memorie istoriche degli uomini illustri d'Orciano, a cura di Carisio Ciavarini, Ancona, A. Gustavo Morelli, 1898, p. 9)
(Antaldo Antaldi, Notizie di alcuni architetti, pittori, scultori di Urbino, Pesaro e de' luoghi circonvicini, 1805, presso la Biblioteca Oliveriana, Pesaro, ms. 936, f. 76v)
L'Antaldi inoltre fornisce un riferimento alla fonte «mss. [manoscritti] Bartoli in Rovigo», che potrebbe descrivere le fasi storiche costruttive dell'intera torre ma che attualmente risulta introvabile.
Nei secoli successivi la torre necessitò di altri interventi; Silvano Bracci cita un'urgente opera di restauro compiuta verso la conclusione del secolo decimonono, in seguito a delle scosse telluriche che ne minacciarono la tenuta. 
Nel 1995 è stato conseguito un intervento di consolidamento diretto dall'architetto fanese Nazario D'Errico per il pericolo alla pubblica incolumità rappresentato dalla caduta dei frammenti lapidei.